# Фатіх-шах
Фатіх-шах (д/н — 1517) — 12-й султан Кашміру в 1486—1493, 1505—1514 і 1515—1517 роках.

## Життєпис

### Перше султанування
Походив з династії Сваті (Шах-Міри). Син Ахмад Хана, що деякий час був спадкоємцем трону, а потім боровся за владу з братами Бахрам Ханом і Хаджі Ханом. Спочатку звався Фатіх Хан. З 1470 року разом з батьком втік до Пенджабу.
1484 року розглядався стриєчним братом — султаном Гасан-шахом як офіційний спадкоємець, але під тиском родини передав трон синові Мухаммед-шаху. 1485 року скористався боротьбою феодальних групувань за владу і вплив на молодого султана, вдерся з Джаландхару до Кашміру, зайнявши частину держави. Але невдовзі програв битву біля Калампура, втікши до Пенджабу.
1486 року знову повернувся, зайнявши місцини на заході і півночі. На йогобік перейшло декілька впливових феодалів і раджів. За цим зайняв міста Гірапур і Гус-Удар, а у жовтні переміг султанське військо, захопивши Мухаммед-шаха. За цим оголосив себе султаном Фатіх-шахом.
На відміну від попередників, намагався покращити придворні звичаї, відмовився від вина, розваг та надмірного гарему. Також намагався приборкати феодалів, які за час боротьби стали надто сильними. В останньому не досягнув значного успіху. Тому намагався налаштувати одні групи проти інших. Завдяки цьому вдалося знищити впливового Сайфдара. Але візиром став Шамс з племені чак, який заклав основи потуги свого роду в Кашмірі. Також дозволив повернутися впливовому роду Сайїдів.
Зрештою зумів забезпечити мир в султанаті на 2,5 роки, коли конфлікт між Шамс Чаком і Сайїдом Мухаммедом призвели до нової боротьби, в якій перемогу здобув клан Сайїдів.
1493 року повалений Сайїдом Мухаммедом та його союзниками з військовиків-раджей, внаслідок чого втік до Наушара. На троні відновлено було Мухаммед-шаха.

### Друге султанування
Зібравши значні сили в Наушарі 1505 року виступив на Срінагар. В Гірапурі до нього доєдналися невдоволені військовики й феодали. Але Фатіх-шах в битві біля Зайнакоту зазнав поразки від Мухаммед-шаха. Втім скористався повільністю останнього встиг перегрупували сили й наступного дня зумів зупинити наступ супротивника. Тут загинув Сайїд Мухаммед, що деморалізувало військо Мухаммед-шаха, чим скористався Фатіх-шах, завдавши тому нищівної поразки. За цим зайняв Срінагар, де знову був оголошений султаном.
Фатіх-шах знову призначив Шамс Чака візиром, але також значними посадами наділив Ібрагіма Магре і МусуРайну, що допомогли повернутися на трон. Невдовзі Ібрагім і Муса почали боротьбу з Шамсом. Зрештою 1506або 1507 року того було запроторено до в'язниці, а потім вбито разом із сином. В результаті Муса Райна став новим візиром, який набув швидко чималої ваги. Втім його політика ісламізації призвела до конфлікту з Ібрагімом Магре, що виступив 1508 року проти візира. Внаслідок кількамісячної боротьби Муса Райна зазнав поразки, а Ібрагім Магре став черговим візиром.
Втім через 40 діб племена дагре на чолі із шейхом Малік Усманом повстали, на їх бік перейшло низка феодалів. Під тиском цього Фатіх-шах позбавив посади Ібрагіма Магре (той втік до Пенджабу) й поставив візиром Малік Усмана. Втім вже через 2 місяці султан організував змову проти останнього, внаслідок чого Малік Усмана було схоплено і ув'язнено. Новим візиром став Джахангір Падар. Але через місяць повернувся Ібрагім Магре з військом, повалив Джахангіра Падара, захопивши посаду візира.
1509 року за підтримки султана втік з тюрми Малік Усман, що очолив заколот проти Ібрагіма Магре. Було схоплено синів останнього — Абдалу (Абдаллаха) і Фіроза. В результаті Ібрагім Магре втік на захід, до міста Пунч. Візиром знову став Малік Усман. Втім фактична влада була розділена між візиром, його союзниками — Шакнкаром Райною і Нусратом Райною.
1514 року клани Магре і Чаків знову повстали, чим скористався Мухаммед-шах, що прибув з військом з Пенджабу. У вирішальній битві біля Пушкаранагі (на узбережжі річки Джелам) Фатіх-шах зазнав поразки й втік до Тошамайдану (західний Кашмір).

### Третє султанування
Фатіх-шах почав готувати реванш. Він відправив сина Хабіб Хана до клану Чаків, де той отримав військову допомогу. Також до нього доєднався Джахангар Падар. Зібравши значну потугу вже 1515 року Фатіх-шах вдерся до Кашмірської долини, де на його бік стали переходити феодали і військовики. Мухаммед-шах без бою втік до Пеннджабу.
Фактичну владу зосередив в своїх руках новий візир Джахангір Падар. Його помічниками і молодшими співправителями стали Шанкар Райна і Каджі Чак. Вони розділили усі найзначущіші джаґіри між собою. Султан Фатіх-шах опинився номінальним володарем.
У 1517 року вступив у конфлікт з Шанкар Райною і Нусратом Райною. Для зміцнення свого становища оголосив сина Сікандар Хана своїм співсултаном. Втім того ж року до Кашміру вдерся Мухаммед-шах з військом від делійського султана. В цей час проти султана повстав клан Чаків. Не маючи змоги чинити опір втік доПенджабу, де помер у серпні 1517 року.